# David A. Cooper
David Albert Cooper (Sydney, 1 de janeiro de 1949-18 de março de 2018) foi um médico e inmunologo australiano, líder da luta contra o HIV em Austrália. Foi presidente da Sociedade Internacional de AIDS de 1994 a 1998.

## Biografia
Recebeu-se de médico na Universidade de Sydney em 1972 e foi-lhe outorgada uma bolsa na Universidade de Nova Gales do Sul; aqui obteve sua especialização em inmunologia em 1975 e mais tarde também se doutorou em 1983.

## Carreira
Em 1975 marchou-se aos Estados Unidos para aprofundar suas investigações no Centro médico da Universidade de Arizona. Regressou a Austrália em 1979 e trabalhou no St. Vincent's Hospital onde estabelecer-se-ia.
Em 1981 viajou a Boston em Massachusetts para pesquisar mais profundamente o cancro, encontrando com o começo da epidemia de HIV/aids nos Estados Unidos. Após observar os sintomas do aids em homens homossexuais jovens, regressou a Austrália onde reconheceu a mesma doença em australianos, documentando o primeiro caso do país em outubro de 1982.
Em 1986 fundou o Instituto Kirby para a investigação, prevenção, detecção e tratamento do HIV; é seu director desde então. Em 1996 junto aos Dres. Praphan Phanuphak e Joep Lange, fundaram o Centro de Investigação HIVNAT em Banguecoque e estabeleceram um programa de aumento ao acesso de antirretrovirais em Camboja.